# Força Terrestre de l'Exèrcit Israelià

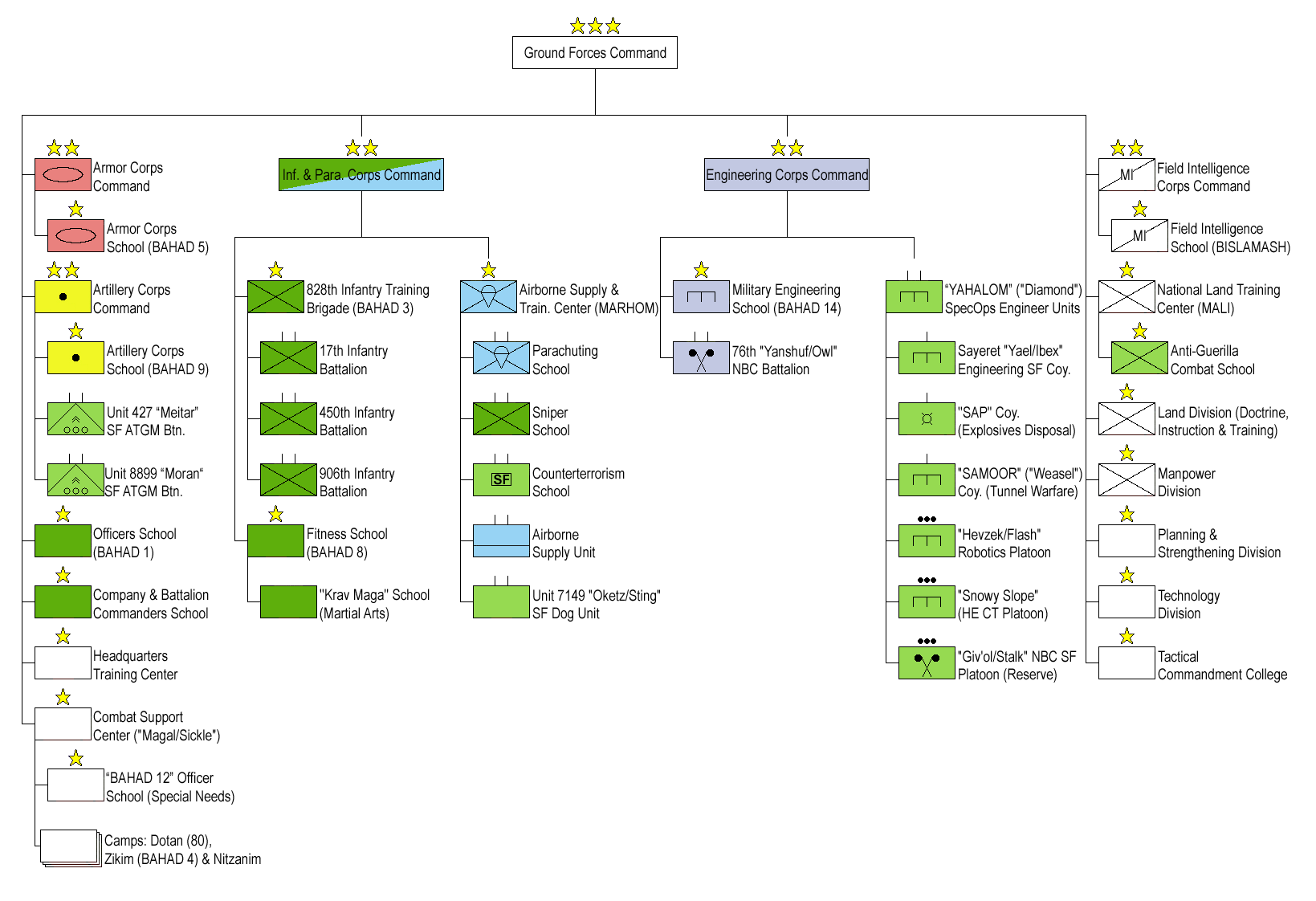
Estructura de comandament del Mazi

La Força Terrestre de l'Exèrcit Israelià, (en hebreu: זרוע היבשה צבא ישראלי) també coneguda amb el nom de: Mazi, és la caserna general que unifica tots els comandaments dels cossos de terra de les Forces de Defensa d'Israel. La mida actual de les Forces Terrestres Israelianes pot sumar gairebé els 125.000 soldats actius i disposa de 600.000 soldats en reserva.

## Unitats i estructura

### La branca terrestre de les FDI
Després de la reforma de modernització del 2000, el Mazi va passar a convertir-se en la tercera branca de les Forces de Defensa d'Israel, al costat de les Forces Aèries i la Marina. Fins a la creació del Mazi, totes les forces de terra de les FDI quedaven subordinades directament des del Ramatcal (que seria el Comandant en Cap), a través dels Comandaments Regionals (Nord, Sud i Central).
La intenció de la reforma era subordinar les forces terrestres a un únic comandament de terra, homòleg a la situació de les forces navals i aèries, que tenien el seu propi comandament únic. Aquesta situació és molt semblant als exèrcits europeus com l'espanyol, però oposada a la doctrina nord-americana que subordina la Força Aèria, l'Armada i el Cos de Marines als comandaments Unificats de Combat.
La reforma proposta va ser rebutjada, i l'exèrcit de terra israelià manté els seus 3 comandaments regionals. De la mateixa manera els equips de suport segueixen sent dirigits pels Directius de les Forces de Defensa Israelianes. En temps de guerra, el Comandant de l'Exèrcit de Terra funciona com un conseller del Cap General de les FDI a la guerra terrestre. Com a branca de les Forces de Defensa d'Israel, l'Exèrcit de Terra té capacitat per preparar i organitzar als components terrestres, combinar-los i coordinar-los entre els diferents cossos. Això també inclou la instrucció dels soldats i les unitats, la redacció i publicació de la doctrina, l'organització de les missions de terra, la recerca i el desenvolupament, i l'adquisició de material. El comandant de terra de l'exèrcit no exerceix cap autoritat sobre altres cossos militars encara que siguin de terra com la policia militar.

### Cossos
- Cos d'Infanteria
- Cos de Blindats
- Cos d'Artilleria
- Cos d'Enginyers
- Cos d'Informació Militar

## Armes i equipament
L'equipament militar d'Israel inclou una amplia varietat d'armes, vehicles blindats, tancs, artilleria, míssils, avions, helicòpters, i vaixells de guerra. Part d'aquest equipament ha estat comprat a l'estranger, i una altra part ha estat dissenyada en el mateix país. Fins a la Guerra dels Sis Dies de 1967, el principal proveidor de les FDI era França, des de aleshores, el proveidors han estat el govern dels Estats Units i les companyies de defensa privades nord-americanes. A començaments del segle xxi, les empreses israelianes dedicades a la defensa, com ara Soltam Systems, van començar a vendre armes als Estats Units. Una part del equipament militar estatunidenc ha sortit de les fàbriques i tallers israelians. Oimés de les armes comprades a l'estranger, i de les armes fabricades en el país, Israel també fa servir grans quantitats de material de l'antiga Unió Soviètica, que ha estat capturat en les guerres, durant el Conflicte araboisraelià.

### Carros de combat
| Carros de combat | Carros de combat | Carros de combat | Carros de combat | Carros de combat                                                                    |
| Nom              | Imatge           | Unitats          | Origen           | Armament                                                                            |
| ---------------- | ---------------- | ---------------- | ---------------- | ----------------------------------------------------------------------------------- |
| Merkava MkIV     |                  | 660              | Israel           | 1 Canó de 120mm 1 Morter de 60mm 1 Metralladora de 12,7mm 2 Metralladores de 7,62mm |
| Merkava MkIII    |                  | 780              | Israel           | 1 Canó de 120mm 1 Morter de 60mm 1 Metralladora de 12,7mm 2 Metralladores de 7,62mm |
| Merkava MkII     |                  | 580              | Israel           | 1 Canó de 105mm 1 Morter de 60mm 1 Metralladora de 12,7mm 2 Metralladores de 7,62mm |

### Transport blindat de personal
| Transport blindat de personal | Transport blindat de personal | Transport blindat de personal | Transport blindat de personal | Transport blindat de personal                                      |
| Nom                           | Imatge                        | Unitats                       | Origen                        | Armament                                                           |
| ----------------------------- | ----------------------------- | ----------------------------- | ----------------------------- | ------------------------------------------------------------------ |
| M113                          |                               | 6,130                         | Estats Units                  | 1 Metralladora de 12,7mm                                           |
| Achzarit                      |                               | 215                           | Israel                        | 1 Metralladora de 12,7mm 2 Metralladores de 7,62mm                 |
| Nagmachon                     |                               |                               | Israel                        | 2 Metralladores de 7,62mm                                          |
| Nakpadon                      |                               |                               | Israel                        | 4 Metralladores de 7,62mm 1 Morter de 40mm                         |
| Namer                         |                               | 120                           | Israel                        | 1 Metralladora de 12,7mm 1 Metralladora de 7,62mm 1 Morter de 60mm |
| Puma                          |                               |                               | Israel                        | 4 Metralladores de 7,62mm 1 Morter de 60mm                         |

### Vehicles tot terreny
| Vehicles tot terreny | Vehicles tot terreny | Vehicles tot terreny          | Vehicles tot terreny | Vehicles tot terreny | Vehicles tot terreny                              |
| Nom                  | Imatge               | Tipus                         | Unitats              | Origen               | Fabricat per                                      |
| -------------------- | -------------------- | ----------------------------- | -------------------- | -------------------- | ------------------------------------------------- |
| Wolf                 |                      | Vehicle blindat               | 300                  | Israel               | Carmor Limited                                    |
| AIL Storm            |                      | Vehicle tot terreny           | 700                  | Israel               | Automotive Industries Limited                     |
| Humvee               |                      | Vehicle tot terreny           | 2,000                | Estats Units         | AM General                                        |
| MDT David            |                      | Vehicle tot terreny           | 400                  | Regne Unit           | Land Rover MDT Armor                              |
| Plasan Caracal       |                      | Vehicle tot terreny           | 79                   | Estats Units         | Ford Motor Company Plasan Sasa                    |
| Guardium             |                      | Vehicle terrestre no tripulat |                      | Israel               | Elbit Systems Limited Israel Aerospace Industries |

### Camions
| Camions    | Camions | Camions         | Camions                    |
| Nom        | Imatge  | Origen          | Fabricat per               |
| ---------- | ------- | --------------- | -------------------------- |
| AIL Abir   |         | Israel          | Automotive Industries Ltd. |
| M35        |         | Estats Units    | AM General                 |
| Tatra 810  |         | República Txeca | Tatra Trucks               |
| Unimog 437 |         | Alemanya        | Mercedes-Benz              |
| HEMTT      |         | Estats Units    | Oshkosh Corporation        |

### Artilleria
| Artilleria   | Artilleria   | Artilleria                | Artilleria | Artilleria | Artilleria |
| Nom          | Origen       | Tipus                     | Calibre    | Unitats    | Imatge     |
| ------------ | ------------ | ------------------------- | ---------- | ---------- | ---------- |
| M270         | Estats Units | Llançacoets múltiple      | 227 mm     | 48         |            |
| M110         | Estats Units | Artilleria autopropulsada | 203mm      | 36         |            |
| M107         | Estats Units | Artilleria autopropulsada | 175mm      | 210        |            |
| LAR-160      | Israel       | Llançacoets múltiple      | 160mm      | 50         |            |
| M109         | Estats Units | Artilleria autopropulsada | 155mm      | 600        |            |
| Soltam M71   | Israel       | Canó obús                 | 155mm      | 300        |            |
| Canó Bofors  | Suècia       | Artilleria Antiaèria      | 40mm       | 150        |            |
| M163 Macbeth | Estats Units | Artilleria Antiaèria      | 20mm       | 400        |            |

### Morters
| Morters     | Morters | Morters        | Morters      | Morters    | Morters | Morters |
| Nom         | Origen  | Fabricat per   | Calibre      | Pes        | Avast   | Imatge  |
| ----------- | ------- | -------------- | ------------ | ---------- | ------- | ------- |
| Soltam M-66 | Israel  | Soltam Systems | 160mm        | 225–341 kg | 9,600m  |         |
| Soltam M-65 | Israel  | Soltam Systems | 120mm        | 136–272 kg | 9,500m  |         |
| Soltam K6   | Israel  | Soltam Systems | 120mm        | 144.7 kg   | 7,200m  |         |
| Cardom      | Israel  | Soltam Systems | 120mm / 81mm | 700 kg     | 7,000m  |         |

### Granades de mà
| Granades de mà | Granades de mà | Granades de mà           | Granades de mà   | Granades de mà | Granades de mà | Granades de mà |
| Nom            | Origen         | Explosiu                 | Pes del explosiu | Pes total      | Imatge         |                |
| -------------- | -------------- | ------------------------ | ---------------- | -------------- | -------------- | -------------- |
| Granada M26    | Estats Units   | RDX / Trinitrotoluè      | 164 gr           | 454 gr         |                |                |
| Granada M84    | Estats Units   | Magnesi / Nitrat d'amoni | 4,5 g            | 236 g          |                |                |

### Llançagranades
| Llançagranades | Llançagranades | Llançagranades   | Llançagranades | Llançagranades          | Llançagranades | Llançagranades |
| Nom            | Origen         | Fabricat per     | Calibre        | Velocitat del projectil | Abast efectiu  | Imatge         |
| -------------- | -------------- | ---------------- | -------------- | ----------------------- | -------------- | -------------- |
| Mk-47 Striker  | Estats Units   | General Dynamics | 40mm           | 240 m/s                 | 1,500 m        |                |
| Mk-19          | Estats Units   | General Dynamics | 40mm           | 240 m/s                 | 1,500 m        |                |
| M203           | Estats Units   | Colt             | 40mm           | 76 m/s                  | 150 m          |                |

### Llançacohets
| Llançacohets | Llançacohets | Llançacohets                    | Llançacohets | Llançacohets            | Llançacohets  | Llançacohets |
| Nom          | Origen       | Fabricat per                    | Calibre      | Velocitat del projectil | Abast efectiu | Imatge       |
| ------------ | ------------ | ------------------------------- | ------------ | ----------------------- | ------------- | ------------ |
| MATADOR      | Israel       | Rafael Advanced Defense Systems | 90mm         | 250 m/s                 | 500 m         |              |
| Shipon       | Israel       | IMI                             | 83mm         | 270 m/s                 | 600m          |              |
| M72 LAW      | Noruega      | Nammo                           | 66mm         | 145 m/s                 | 200m          |              |
| RPG-7        | Rússia       | Bazalt                          | 40mm         | 115 m/s                 | 200m          |              |

### Míssils antitancs
| Míssils antitancs | Míssils antitancs | Míssils antitancs | Míssils antitancs               |
| Nom               | Imatge            | Origen            | Fabricat per                    |
| ----------------- | ----------------- | ----------------- | ------------------------------- |
| Spike             |                   | Israel            | Rafael Advanced Defense Systems |
| BMG-71 TOW        |                   | Estats Units      | Raytheon Company                |

### Pistoles
| Pistoles    | Pistoles | Pistoles     | Pistoles | Pistoles                | Pistoles      | Pistoles |
| Nom         | Origen   | Fabricat per | Calibre  | Velocitat del projectil | Abast efectiu | Imatge   |
| ----------- | -------- | ------------ | -------- | ----------------------- | ------------- | -------- |
| Jericho 941 | Israel   | IWI          | 9mm      | 360 m/s                 | 50 m          |          |
| Glock 17    | Àustria  | Glock        | 9mm      | 375 m/s                 | 50 m          |          |

### Escopetes
| Escopetes      | Escopetes    | Escopetes      | Escopetes | Escopetes               | Escopetes     | Escopetes |
| Nom            | Origen       | Fabricat per   | Calibre   | Velocitat del projectil | Abast efectiu | Imatge    |
| -------------- | ------------ | -------------- | --------- | ----------------------- | ------------- | --------- |
| Remington M870 | Estats Units | Remington Arms | 18,53mm   | 475 m /s                | 40m           |           |
| Mossberg 500   | Estats Units | Mossberg       | 18,53mm   | 475 m/s                 | 40m           |           |
| Armsel Striker | Sud-àfrica   | Hilton Walker  | 18,53mm   | 450 m/s                 | 40m           |           |

### Subfusells
| Subfusells    | Subfusells   | Subfusells                    | Subfusells | Subfusells              | Subfusells    | Subfusells |
| Nom           | Origen       | Fabricat per                  | Calibre    | Velocitat del projectil | Abast efectiu | Imatge     |
| ------------- | ------------ | ----------------------------- | ---------- | ----------------------- | ------------- | ---------- |
| Uzi           | Israel       | IMI                           | 9mm        | 400 m/s                 | 200 m         |            |
| Ingram MAC-10 | Estats Units | Military Armament Corporation | 9mm        | 280 m/s                 | 70 m          |            |

### Fusells d'assalt
| Fusells d'assalt | Fusells d'assalt | Fusells d'assalt | Fusells d'assalt | Fusells d'assalt        | Fusells d'assalt | Fusells d'assalt |
| Nom              | Origen           | Fabricat per     | Calibre          | Velocitat del projectil | Abast efectiu    | Imatge           |
| ---------------- | ---------------- | ---------------- | ---------------- | ----------------------- | ---------------- | ---------------- |
| Fusell Tavor     | Israel           | IWI              | 5,56mm           | 870 m/s                 | 550 m            |                  |
| Micro Tavor      | Israel           | IWI              | 5.56mm           | 880 m/s                 | 500 m            |                  |
| Fusell M4        | Estats Units     | Colt             | 5,56mm           | 905 m/s                 | 500 m            |                  |
| Fusell M16       | Estats Units     | Colt             | 5,56mm           | 930 m/s                 | 550 m            |                  |
| AR-15            | Estats Units     | Colt             | 5,56mm           | 975 m/s                 | 550 m            |                  |
| IMI Galil        | Israel           | IMI              | 5,56mm           | 900 m/s                 | 500 m            |                  |
| IMI Micro Galil  | Israel           | IMI              | 5,56mm           | 900 m/s                 | 500 m            |                  |
| AK-47            | Rússia           | Izhmash          | 7,62mm           | 715 m/s                 | 350 m            |                  |
| AKM              | Rússia           | Izhmash          | 7,62mm           | 715 m/s                 | 440 m            |                  |

### Fusells de franctirador
| Fusells de franctirador | Fusells de franctirador | Fusells de franctirador   | Fusells de franctirador | Fusells de franctirador | Fusells de franctirador | Fusells de franctirador |
| Nom                     | Origen                  | Fabricat per              | Calibre                 | Velocitat del projectil | Abast efectiu           | Imatge                  |
| ----------------------- | ----------------------- | ------------------------- | ----------------------- | ----------------------- | ----------------------- | ----------------------- |
| Barrett M-107           | Estats Units            | Barrett Firearms Company  | 12,7mm                  | 850 m/s                 | 2,500 m                 |                         |
| HTR-2000                | Estats Units            | HS Precision              | 8,58mm                  | 820 m/s                 | 800m                    |                         |
| M-24                    | Estats Units            | Remington Arms            | 7,62mm                  | 850 m/s                 | 800m                    |                         |
| SR-25                   | Estats Units            | Knight's Armament Company | 7,62mm                  | 820 m/s                 | 700 m                   |                         |

### Metralladores
| Metralladores  | Metralladores | Metralladores              | Metralladores | Metralladores           | Metralladores | Metralladores |
| Nom            | Origen        | Fabricat per               | Calibre       | Velocitat del projectil | Abast efectiu | Imatge        |
| -------------- | ------------- | -------------------------- | ------------- | ----------------------- | ------------- | ------------- |
| Browning M2    | Estats Units  | General Dynamics           | 12,7mm        | 890 m/s                 | 1,800 m       |               |
| FN MAG         | Bèlgica       | FN Herstal                 | 7,62mm        | 900 m/s                 | 1800 m        |               |
| Browning M1919 | Estats Units  | General Dynamics           | 7,62mm        | 850 m/s                 | 1300 m        |               |
| PK             | Rússia        | Kalàixnikov                | 7,62mm        | 825 m/s                 | 1000 m        |               |
| IMI Negev      | Israel        | Israel Military Industries | 5,56mm        | 915 m/s                 | 1000 m        |               |

## Graduació militar
| Categoria                     | Nom del rang, rang equivalent i codi de l'OTAN                                                                                                | Insignia | Insignia    | Insignia |
| Categoria                     | Nom del rang, rang equivalent i codi de l'OTAN                                                                                                | Exèrcit  | Força Aèria | Armada   |
| ----------------------------- | --- | -------- | ----------- | -------- |
| קציני מטה Generals            | (רב-אלוף (רא"ל Rav aluf (Ra'al) (Cap de l'estat major) (Tinent General, equivalent al grau OF-8 de l'OTAN)                                    |          |             | -        |
| קציני מטה Generals            | אלוף Aluf (General que té el comandament d'una Divisió militar de les Forces Armades) (General de Divisió, equivalent al grau OF-7 de l'OTAN) |          |             |          |
| קציני מטה Generals            | (תת-אלוף (תא"ל Tat aluf (Ta'al) (General que té el comandament d'una Brigada) (General de Brigada, equivalent al grau OF-6 de l'OTAN)         |          |             |          |
| קצינים בכירים Oficials en cap | (אלוף משנה (אל"מ Aluf mishne (Alam) (Oficial en cap que té el comandament d'un Regiment) (Coronel, equivalent al grau d'OF-5 de l'OTAN)       |          |             |          |
| קצינים בכירים Oficials en cap | (סגן-אלוף (סא"ל Sgan aluf (Sa'al) (Oficial en cap que té el comandament d'un Batalló) (Tinent Coronel, equivalent al grau de l'OTAN OF-4)     |          |             |          |
| קצינים בכירים Oficials en cap | (רב סרן (רס"ן Rav seren (Rasan) (Oficial en cap que té el comandament d'un Batalló) (Comandant, equivalent al grau de l'OTAN OF-3)            |          |             |          |
| קצינים זוטרים Oficials        | סרן Seren (Oficial que té el comandament d'una Companyia militar (Capità, equivalent al grau de l'OTAN OF-2)                                  |          |             |          |
| קצינים זוטרים Oficials        | סגן Segen (Oficial que té el comandament d'una Secció militar) (Tinent, equivalent al grau de l'OTAN OF-1)                                    |          |             |          |
| קצינים זוטרים Oficials        | (סגן-משנה (סג"מ Segen mishne (Sagam) (Oficial que té el comandament d'una Secció militar) (Alferes, equivalent al grau de l'OTAN OF-1)        |          |             |          |